# Jimmy
Jimmy er et drengenavn, der stammer fra James, den engelske form af Jakob. Navnet er blevet ganske udbredt i Danmark sammen med varianter som Jimmi, Jimi og Jim. Omkring 7.500 danskere bærer et af disse navne ifølge Danmarks Statistik.

## Kendte personer med navnet
Bemærk, at en del af nedenstående navne er navngivet James, men er kendt under det viste navn.
- Jim Carrey, amerikansk skuespiller.
- Jimmy Carter, amerikansk præsident.
- Jim Clark, skotsk racerkører.
- Jim Davis, amerikansk tegneserieskaber.
- Jimi Hendrix, amerikansk musiker.
- Jim Henson, amerikansk dukkeskaber.
- Jimmy Hoffa, amerikansk fagforeningsleder.
- Jim Jarmusch, amerikansk filminstruktør.
- Jimmy Jørgensen, dansk musiker og skuespiller.
- Jimmi Madsen, dansk cykelrytter.
- Jim Morrison, amerikansk musiker.
- Jimmy Nielsen, dansk fodboldspiller.
- Jimmy Page, engelsk musiker.
- Jimmy Stahr, dansk radioværk og tidligere politiker.

## Navnet anvendt i fiktion
- Stakkels Jim og The Last Jim er albums med Gasolin'.
- Lord Jim er en roman af Joseph Conrad.